# Shunsuke Togami
Shunsuke Togami (en japonés: 戸上隼輔, Togami Shunsuke; Mie, 24 de agosto de 2001) es un deportista japonés que compite en tenis de mesa.
Ganó tres medallas en el Campeonato Mundial de Tenis de Mesa entre los años 2021 y 2025. Participó en los Juegos Olímpicos de París 2024, ocupando el cuarto lugar en la prueba de equipo.

## Palmarés internacional
| Campeonato Mundial | Campeonato Mundial       | Campeonato Mundial | Campeonato Mundial |
| Año                | Lugar                    | Medalla            | Prueba             |
| ------------------ | ------------------------ | ------------------ | ------------------ |
| 2021               | Houston (Estados Unidos) | Medalla de bronce  | Dobles             |
| 2022               | Chengdu (China)          | Medalla de bronce  | Equipo             |
| 2025               | Doha (Catar)             | Medalla de oro     | Dobles             |